# Sackgassendorf
Ein Sackgassendorf ist eine dörfliche Siedlungsform aus der Zeit des Mittelalters.
Sackgassendörfer entstanden häufig aus Rundlingen, an deren Eingang einfach weiter entlang des Zugangswegs gesiedelt wurde. Ein Beispiel hierfür ist der Ort Ochelmitz in Sachsen (Lage). Dadurch stimmt ihr zentrales Verbreitungsgebiet weitgehend mit dem der Rundlinge überein und erstreckt sich streifenförmig zwischen der Ostsee und dem Erzgebirge in der Kontaktzone zwischen Deutschen und Slawen während des Mittelalters.
Die Besonderheit dieser Dorfform liegt darin, dass die Höfe oder Hofstellen entlang einer Sackgasse angelegt wurden, wodurch die Dörfer nur über einen Zugang verfügen. Da es sich bei dieser Art eines Verkehrswegs in der Regel um ein langgestrecktes topografisches Objekt handelt, stellen Sackgassendörfer eine Sonderform des Reihendorfs dar. Ihre Gebäude sind reihenförmig und auf beiden Straßenseiten nebeneinander angelegt. Am Sackgassenende laufen beide Häuserreihen hufeisenförmig zusammen.
Mitunter wird auch von einem Sackgassendorf gesprochen, wenn die durch die jeweilige Siedlung führende Straße – durch die örtlichen Gegebenheiten bedingt – abrupt endet. Gründe dafür können Geländeunebenheiten oder Gewässer sein, wie z. B. in den beiden thüringischen Dörfern Unterweißbach und Goldisthal, die durch einen Talsperrenbau am Ortsende zur Sackgasse wurden. Da das Dorf in diese Richtung jedoch häufig geöffnet ist, handelt es sich im Prinzip nicht um ein idealtypisches, weil geschlossenes Sackgassendorf.
Der Hauptunterschied zum Gassengruppen- oder Gassendorf ist, dass letzteres oft nicht reihenförmig ist. Doppelsackgassendörfer können als Zwischenform gesehen werden, die Merkmale sowohl von Gassen- als auch von Sackgassendörfern enthalten, weil sie aus Sackgassen bestehen, die sich an einem gemeinsamen, teils zentralen Platz treffen.
Gekennzeichnet sind Sackgassendörfer auch dadurch, dass, wenn die örtlichen Gegebenheiten und Geländebedingungen es ermöglichen, am Beginn der Sackgasse noch weitere Hofstellen oder Wohngrundstücke angelegt werden können, die das Dorf in eine Richtung verlängern. 
Ein direkter Zusammenhang des Sackgassendorfes mit Flurformen und -nutzung ist nicht zwangsläufig.